# كهف الكريستال (برمودا)
كهف الكريستال هو كهف في إقليم برمودا البريطاني. تقع في هاميلتون باريش بالقرب من كاسل هاربور. يبلغ طول الكهف حوالي 500 متر، وعمقه 62 مترًا.

## معرض الصور

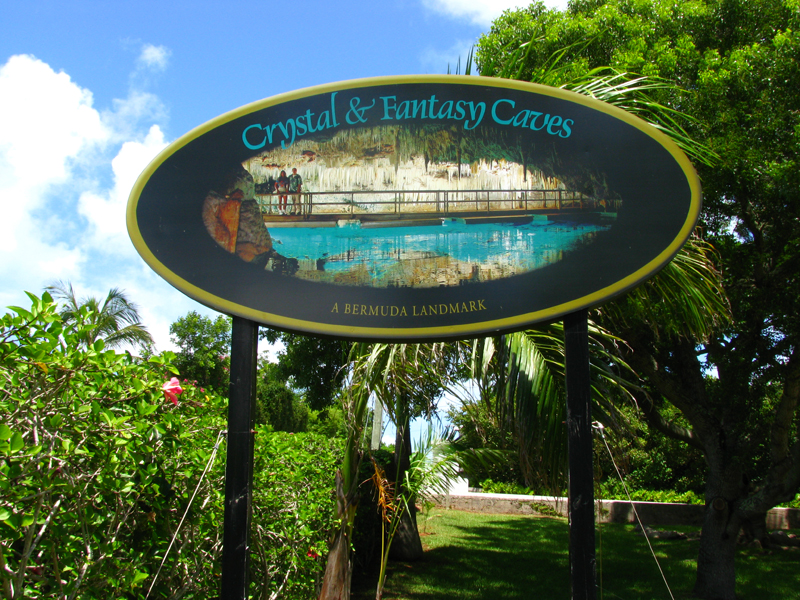
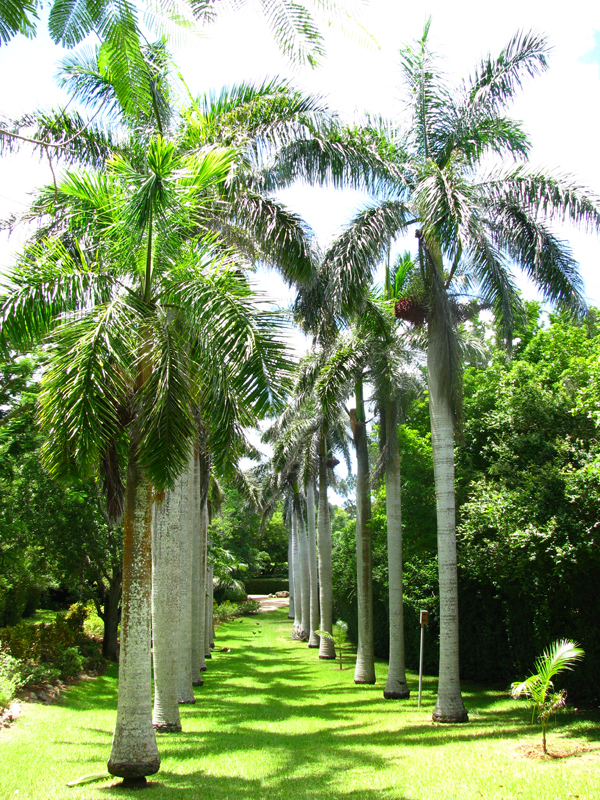

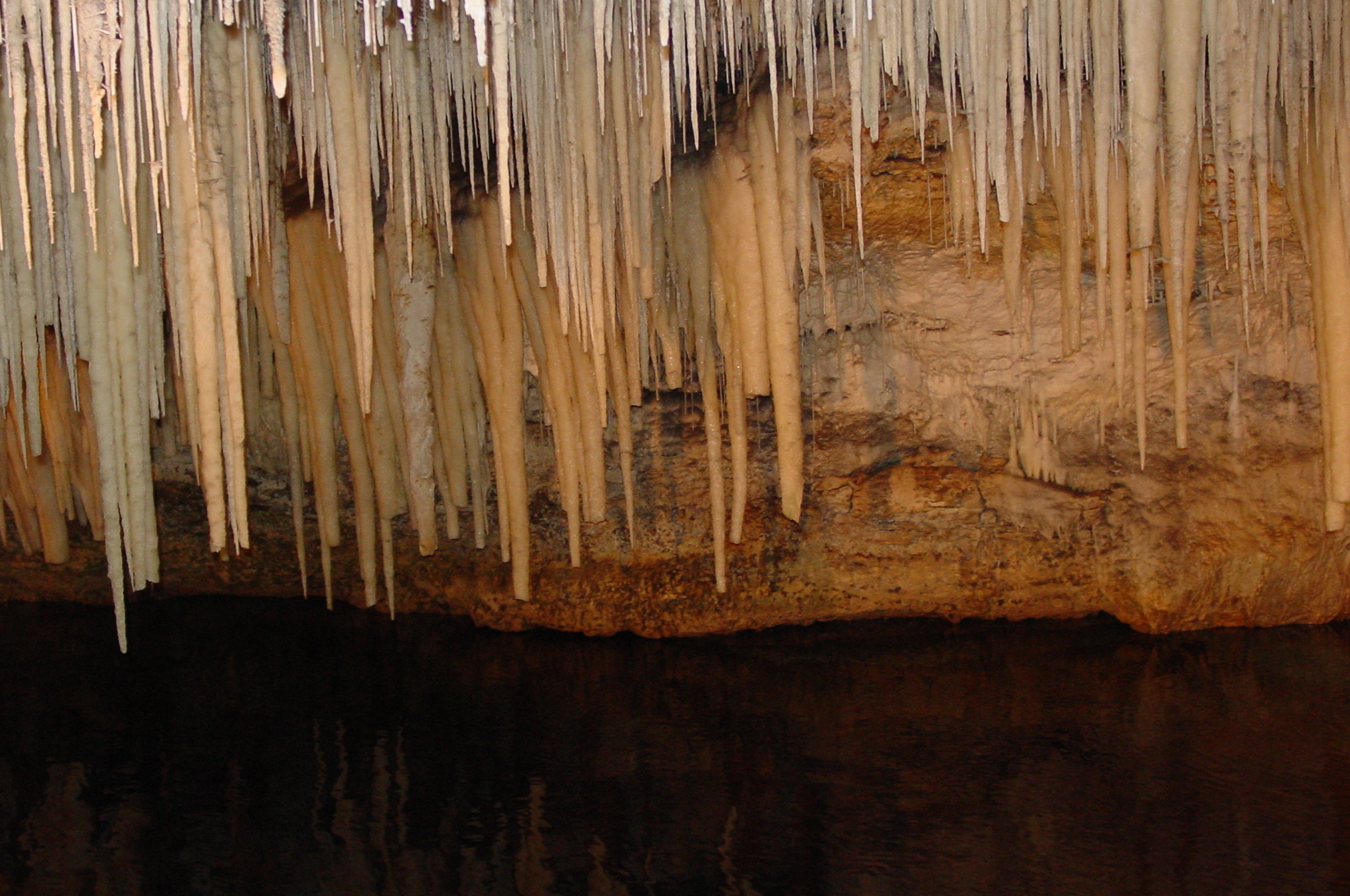
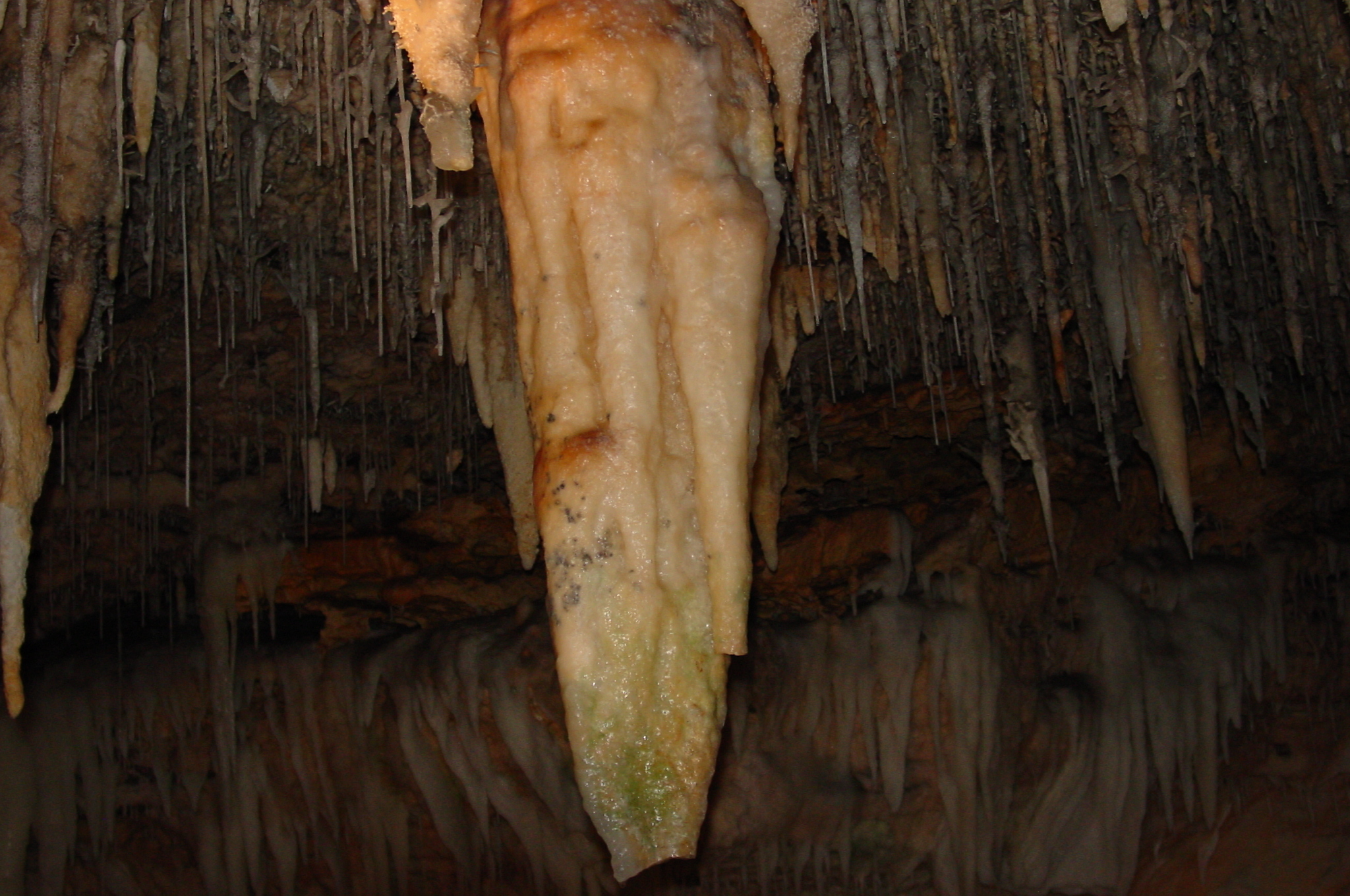
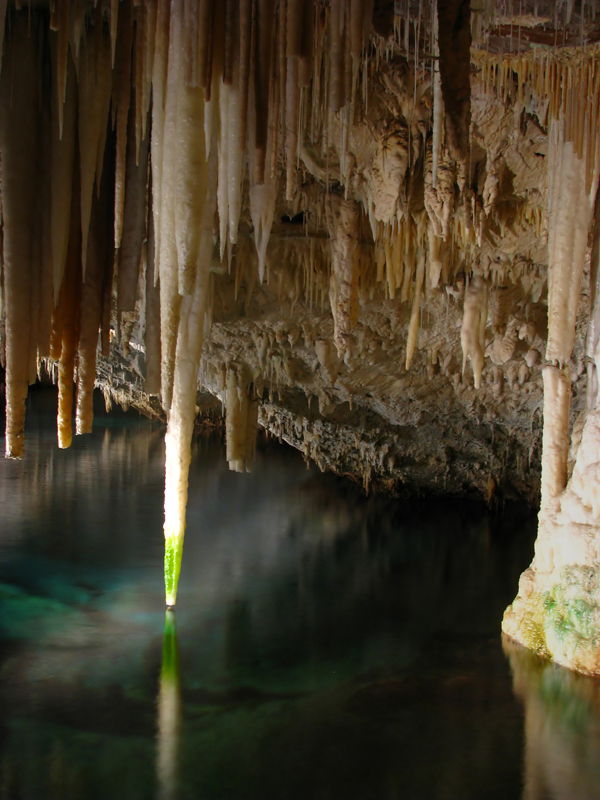

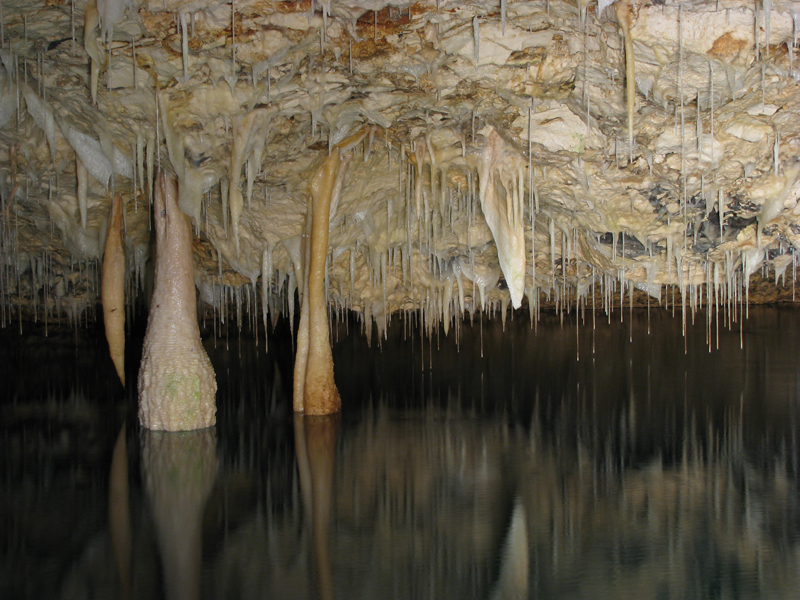
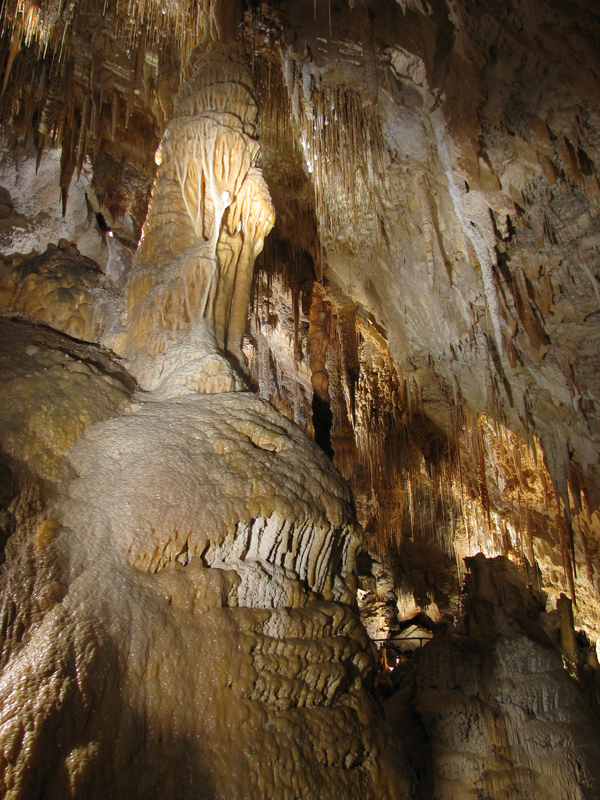
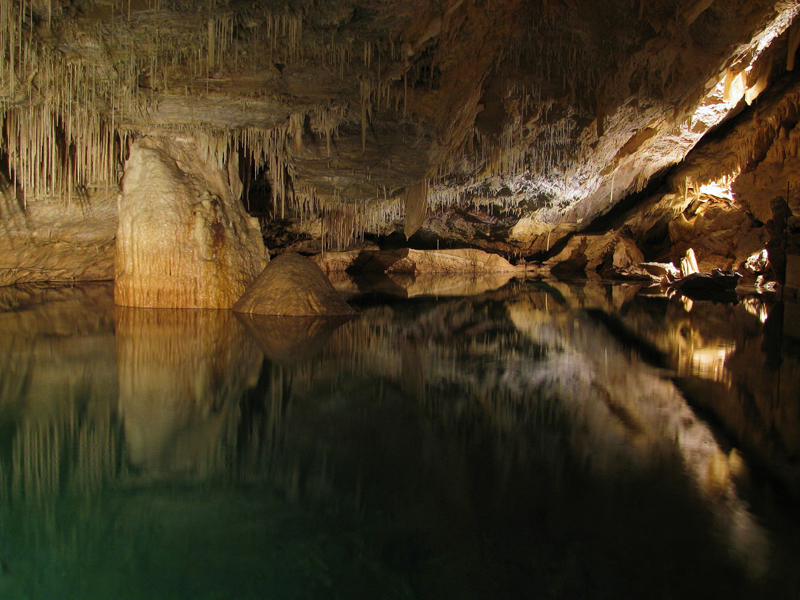

كهف الكريستال
كهف الخيال